# جامعة أوديسا الوطنية للفنون التطبيقية
جامعة أوديسا الوطنية للفنون التطبيقية مؤسسة تعليم عالي أوكرانية، (بالأوكرانية: Одеський національний політехнічний університет) هي جامعة تقع في أوديسا أوبلاست، أوكرانيا. تأسست هذه الجامعة في سنة 1918